# Classe Derfflinger
La classe Derfflinger fut la dernière classe de croiseurs de bataille, mise en service par la Marine Impériale allemande au début du XXe siècle. Leur artillerie principale au calibre de 305 mm fut disposée en quatre tourelles doubles réparties deux à deux à l'avant et à l'arrière pour la première fois en Europe. Ils avaient une vitesse un peu inférieure, mais leurs machines moins lourdes et une artillerie un peu moins puissante que celles des croiseurs de bataille britanniques de l'époque leur permettaient d'avoir un blindage équivalent à celui de cuirassés. Mais à la bataille du Jutland, ils ont énormément souffert contre les cuirassés portant des canons de 381 mm, et le SMS Lützow que son équipage dut abandonner fut le seul croiseur de bataille de la Marine Impériale allemande, perdu au combat. Les autres bâtiments de la classe furent sabordés à Scapa Flow en 1919.

## Conception

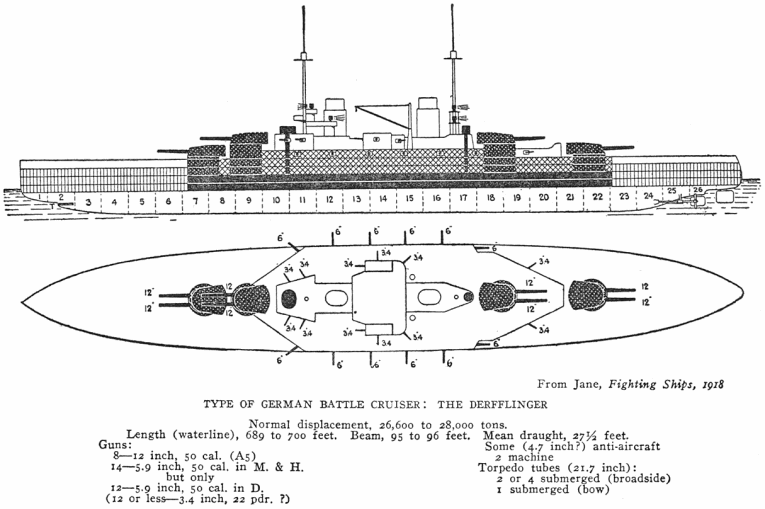
le SMS Derfflinger, d'après le Jane's Fighting Ships de 1919

Les quatre premiers « grands croiseurs » allemands construits en réponse aux croiseurs de bataille britanniques ont été dotés de canons de 280 mm, plus ou moins puissants (SK L/45 , disposés en quatre tourelles doubles, avec deux tourelles centrales en abord et en échelon, sur le SMS Von der Tann, ou SK L/50, sur la classe Moltke ou le SMS Seydlitz, avec une cinquième tourelle axiale arrière), alors que les plus récents croiseurs de bataille britanniques, la classe Lion, allaient porter quatre tourelles axiales au calibre de 343 mm. Il fut donc décidé, à l'été 1911, d'installer sur le « croiseur K » (qui devait devenir le SMS Derfflinger), et sur l'Ersatz Kaiserin Augusta (qui devint le SMS Lützow) puis, en 1912, sur l'Ersatz Hertha (le futur SMS Hindenburg), les canons de 305 mm, déjà utilisés sur les cuirassés allemands, depuis la classe Helgoland. Il fut choisi de les disposer en quatre tourelles doubles, superposées deux à deux à l'avant et à l'arrière, comme ce qui avait été fait sur les premiers cuirassés dreadnoughts américains, la classe South Carolina.
Cette disposition n'avait jusqu'alors pas été reprise dans les marines européennes, la Royal Navy, la Marine Nationale française, et la Marine Impériale allemande ayant préféré avoir des bordées de huit, dix ou douze canons, avec des tourelles en abord, ou des tourelles centrales axiales, la Regia Marina et la Marine de l'Empire de Russie préférant installer quatre tourelles triples axiales sans superposition (voire une tourelle double superposée à une tourelle triple à l'avant et à l'arrière et une tourelles triple axiale entre les cheminées, sur la classe Conte di Cavour). Quant à la Marine Impériale et Royale d'Autriche et de Hongrie, elle avait certes retenu la disposition de la classe South Carolina, mais en tourelle triples.
Mais le Japon fit construire, chez Vickers, un croiseur de bataille, dessiné par Sir George Thurston (en), le Kongō, avec quatre tourelles doubles de 356 mm (en) disposées comme sur l'USS South Carolina. Mis sur cale en janvier 1911, il sera mis en service en août 1913, et influencera le choix de la Royal Navy, qui adoptera la même disposition d'artillerie sur le HMS Tiger qui entrera en service début octobre 1914, c'est-à-dire un mois après le SMS Derfflinger. La Royal Navy retiendra ensuite cette disposition pour la classe Queen Elizabeth, puis pour la classe Revenge et le HMS Hood, le Japon pour la classe Nagato et les États-Unis pour la classe Colorado, et pour les cuirassés projetés de la classe South Dakota ou de la classe Lexington.
 Sur la classe Derfflinger, les deux tourelles arrière, "Cæsar" et "Dora", étaient assez éloignées l'une de l'autre, leurs barbettes se situant de part et d'autre de la salle des turbines, ce qui était le cas sur le Kongō et le HMS Tiger.
Le dessin de la coque fut modifié, le gaillard d'avant, dont étaient dotés le SMS Von der Tann, la classe Moltke et le SMS Seydlitz, étant abandonné pour un pont principal flush deck, sur lequel était installée la batterie secondaire de 150 mm, toujours sous casemates, mais qui restait « humide » à grande vitesse par mer forte. Le blindage était en épaisseur identique à celui du SMS Seydlitz, 300 mm en ceinture, mais atteignait 270 mm sur les tourelles et 260 mm sur les barbettes de l'artillerie principale. La longueur des bâtiments était portée à 210 m, et le rapport longueur/largeur était de 7,24, au lieu de 7,06 pour le SMS Seydlitz. La vitesse maximale au déplacement de combat était équivalente à celle du SMS Seydlitz. Les machines, comportant quatorze chaudières à charbon, et huit chaudières à mazout, développaient 63 000 ch (77 000 ch, sur le SMS Hindenburg), pour un poids du système propulsif de 2 916 tonnes soit un rapport poids/puissance de 46,3 kg/cv, contre 54,4 kg/cv sur le HMS Tiger, ce qui n'est pas surprenant, lorsque l'on sait que Sir Eustace Tennyson d'Eyncourt, le Directeur de la Construction Navale, qui avait dessiné le HMS Tiger, regrettait que l'Amirauté eût refusé de le doter de chaudières à petits tubes qui eussent permis selon lui, d'atteindre une vitesse de 32 nœuds au lieu de 29 nœuds, aux essais.

## Les unités de la classe
| Nom             | Lancement        | Service effectif   | Chantier naval                            | Fin de carrière                                 | Photo |
| --------------- | ---------------- | ------------------ | ----------------------------------------- | ----------------------------------------------- | ----- |
| SMS Derfflinger | 12 juillet 1913  | 1er septembre 1914 | Blohm & Voss Hambourg Allemagne           | sabordage le 21 juin 1919 à Scapa Flow          |       |
| SMS Lützow      | 29 novembre 1913 | 8 août 1915        | Schichau-Werke Dantzig Allemagne          | coulé le 1er juin 1916 à la bataille du Jutland |       |
| SMS Hindenburg  | 1er août 1915    | 10 mai 1917        | Kaiserliche Werft Wilhelmshaven Allemagne | sabordage le 21 juin 1919 à Scapa Flow          |       |

## Histoire

### SMSDerfflinger
Le SMS Derfflinger a dû son nom à Georg von Derfflinger, chef de guerre allemand du XVIIe siècle au service de la Saxe, de la Suède, puis à partir de 1654, de Frédéric-Guillaume Ier de Brandebourg, le Grand Électeur.
Cinquième croiseur de bataille construit par Blohm & Voss à Hambourg, le SMS Derfflinger fut mis en service en septembre 1914, et il a rejoint, fin novembre 1914, le 1er groupe de reconnaissance de la Hochseeflotte, aux ordres du contre amiral puis vice amiral Hipper. Aussi bien lors des bombardements des villes de la côte est de l'Angleterre du 16 décembre 1914 et du 25 avril 1916 qu'au Dogger Bank (le 25 février 1915), il ne reçut que des dégâts légers, deux impacts, sans conséquences, au début de cette dernière bataille.
Au Jutland (31 mai 1916), le SMS Derfflinger a bénéficié d'une erreur dans la désignation des objectifs du côté britannique, de sorte qu'il n'a été pris pour cible par aucun des croiseurs de bataille adverses pendant ce qu'on a appelé « la Course au Sud ». Peu avant 14 h 30, il a pris sous son feu, conjointement avec le SMS Seydlitz, le croiseur de bataille britannique HMS Queen Mary, qui a explosé, après avoir reçu, presque simultanément, cinq obus de gros calibre. Vers 18 h 30, le SMS Derfflinger, conjointement cette fois avec le SMS Lützow, a engagé le HMS Invincible qui emmenait la 3e Escadre de Croiseurs de Bataille, couvrant l'approche de la Grand Fleet sur son flanc est. Et peu après le HMS Invincible a explosé à son tour. Vers 19 h 15, lorsque le vice amiral Scheer a lancé ses croiseurs de bataille, vers la ligne de bataille des cuirassés britanniques, pour permettre à la Hochseeflotte de se retirer vers l'ouest, le SMS Lützow, navire amiral du vice amiral Hipper était si avarié qu'il avait déjà dû quitter la tête du Ier Groupe d'Éclairage. C'est alors le SMS Derfflinger, commandé par le capitaine de vaisseau (Kapitän zur See) Hartog, qui a mené la charge. En une demi-heure, il aura reçu quatorze obus de gros calibre, dont sept de 381 mm des deux cuirassés HMS Revenge et Royal Oak intégrés dans la Grand Fleet. Ses deux tourelles arrière recevant deux impacts séparés, en ont été détruites, entraînant dans la mort la presque totalité de leurs 150 servants . Il a réussi cependant à regagner péniblement sa base, le 1er juin, dans des conditions difficiles, mais, certes, moins extraordinaires que celles du retour du SMS Seydlitz. Mais la réparation des dégâts provoqués par dix-sept impacts de gros calibre aura duré jusqu'en septembre 1916. Il a été doté à cette occasion d'un mat tripode à l'avant.
Le SMS Derfflinger n'aura plus connu le feu du combat, mais il a été frappé par la vague de désertions, au moment de la préparation de la dernière sortie de la Hochseeflotte fin octobre 1918, qui aboutit aux mutineries de Kiel. Il a été, après l'armistice du 11 novembre, interné à Scapa Flow, où il a été sabordé le 21 juin 1919.

### SMSLützow
Le SMS Lützow porte le nom d'Adolf von Lützow, qui leva un corps franc de volontaires contre Napoléon Ier. Accessoirement, les couleurs de l'uniforme du Corps Franc de Lützow, noir, à liseré rouge et boutons or, seront récupérées par les partisans de l'unité allemande, et sont à l'origine du drapeau de l'Allemagne républicaine et du pavillon de la Reichsflotte de 1848 à 1851 et de la Marine allemande depuis 1949.
Construit aux chantiers Schichau de Danzig, le SMS Lützow est mis en service en août 1915, mais il souffre d'ennuis de turbines qui retardent son affectation aux forces de reconnaissance de la Hochseeflotte jusqu'au mois d'avril 1916. Il participe au raid contre Yarmouth et Lowestoft, le 24-25 avril, au cours duquel le SMS Seydlitz est endommagé par une mine, et le contre amiral Boedicker (de), qui remplace momentanément le vice amiral Hipper, malade, met sa marque de commandement du Ier Groupe d'Éclairage sur le SMS Lützow.
Au Jutland, le SMS Lützow porte la marque du vice amiral Hipper et conduit l'escadre des croiseurs de bataille. Dès le début de la rencontre avec les bâtiments du vice amiral Beatty, il est engagé dans un duel à coups d'obus de gros calibre avec le HMS Lion, avec des impacts réciproques qui, d'abord, n'ont rien de décisif, mais vers 16 heures, le SMS Lützow endommage très gravement le croiseur de bataille britannique, dont la destruction de la tourelle centrale, Q, eût été bien près d'entraîner la perte totale, si la soute à munitions n'avait pas été noyée in extremis. À partir de 17 h, le combat cesse avec les croiseurs de bataille du vice amiral Beatty, qui s'éloignent vers le nord, mais se poursuit avec la 5e Escadre de Bataille, dont les quatre cuirassés de la classe Queen Elizabeth portent des canons de 381 mm, qui surclassent nettement en portée et en puissance les canons de 305 mm allemands. Mais vers 18 h, surgissent de l'est les croiseurs cuirassés de la 1re Escadre de Croiseurs du contre amiral Arbuthnot, suivis de la 3e Escadre de Croiseurs de Bataille du contre amiral Hood, qui malmènent les croiseurs légers du IIe Groupe d'Éclairage allemand. Pris sous le feu du SMS Lützow et des cuirassés de la 3e Escadre de Bataille allemande, les plus puissants de la Hochseeflotte, le croiseur cuirassé HMS Defence explose, et les HMS Black Prince et Warrior sont désemparés. Dans un duel avec le HMS Invincible, le SMS Lützow reçoit deux impacts sous la ligne de flottaison à hauteur de ses tubes lance-torpilles, derrière lequel la cloison anti-torpilles n'a pas été installée, faute de place. En résulte un envahissement immédiat des compartiments avant, qui ne pourra finalement pas être maîtrisé. Mais vers 18 h 30, sous le feu conjoint du SMS Derfflinger et du SMS Lützow, le HMS Invincible explose. À 19 h, le vice amiral Hipper doit quitter son navire amiral, très avarié, qui sort de la ligne, pour essayer de regagner sa base. Au cours de cette retraite, le croiseur de bataille va encore recevoir plusieurs obus de gros calibre sur les tourelles "Bruno" et "Dora". Mais l'avant s'enfonce tellement que les hélices finissent par battre l'air, et dans la nuit, le bâtiment doit être abandonné et ses torpilleurs d'escorte l'achèvent.
Le SMS Lützow qui a reçu vingt-quatre obus de gros calibre et a perdu une centaine d'hommes d'équipage est le seul cuirassé du type Dreadnought perdu au combat par la Marine Impériale allemande.

### SMSHindenburg
La troisième unité de la classe Derfflinger a reçu le nom de Hindenburg, le 1er août 1915, pour honorer Paul von Hindenburg, victorieux contre les Russes à Tannenberg et aux Lacs de Mazurie, et nommé Generalfeldmarschall à la fin novembre 1914. Elle a été construite en quarante-sept mois, alors que le SMS Derfflinger l'avait été en trente-et-un mois, et le SMS Lützow en trente-sept, car après la bataille du Jutland, la priorité n'est plus à la construction de grands bâtiments de surface. À sa mise en service, le vice amiral Hipper y met sa marque, mais au cours de ses rares sorties, le SMS Hindenburg ne participera à aucun combat.
Interné à Scapa Flow, après l'armistice du 11 novembre 1918, il y sera sabordé, le 21 juin 1919.